# سيدني غاردنر
سيدني غاردنر (بالإنجليزية: Sydney Gardner)‏ هو سياسي أسترالي، ولد في 9 يونيو 1884 في أستراليا، وتوفي في 23 يونيو 1965. حزبياً، نشط في Nationalist Party (Australia) ‏. وقد انتخب عضو مجلس النواب الأسترالي عن دائرة Division of Robertson ‏ (16 ديسمبر 1922 – 21 سبتمبر 1940).